# Mlinice i stupe na Studencima kod Kostanja
Mlinice i stupe nalaze se na lokalitetu Studencima između sela Kostanja i Smolonja, Grad Omiš.

## Opis
Datacija: 18. do 19. stoljeće. U donjem toku rijeke Cetine, između sela Kostanje i Smolonje, nalazi se predio Studenci u kojem se na desnoj obali rijeke u kišnom periodu pojavljuju brojni potoci. Na potocima je veći broj mlinica i stupa, danas urušenih, kojima su se koristili stanovnici Poljica, ali i šire okolice. Mlinice su tipa kašikara-s horizontalnim mlinskim kolom. Zgrade mlinica su prizemnice, građene priklesanim kamenom, dvotrešna drvena krovišta bila su pokrivena utorenim crijepom ili kamenom pločom.

## Zaštita
Pod oznakom RST-0861-1975. zavedene su kao nepokretno kulturno dobro - pojedinačno, pravna statusa zaštićena kulturnog dobra, klasificirano kao "javne građevine".